# Driehoekskwadraatgetal
Een driehoekskwadraatgetal is een getal dat zowel een driehoeksgetal als een kwadraatgetal is. Er zijn oneindig veel driehoekskwadraatgetallen. De eerste zes zijn 0, 1, 36, 1.225, 41.616 en 1.413.721.
Het k-de driehoekskwadraatgetal nk is te schrijven als
{\displaystyle n_{k}={\frac {t_{k}(t_{k}+1)}{2}}=s_{k}^{2}}
met tk de zijde van de driehoek en sk de zijde van het vierkant die bij het k-de driehoekskwadraatgetal horen.
Het rechterdeel van bovenstaande vergelijking is een diofantische vergelijking, omdat tk en sk gehele getallen zijn. Deze vergelijking kan naar een vergelijking van Pell worden omgeschreven.
Leonhard Euler heeft in 1778 de volgende formule afgeleid:
{\displaystyle n_{k}=\left({\frac {(3+2{\sqrt {2}})^{k}-(3-2{\sqrt {2}})^{k}}{4{\sqrt {2}}}}\right)^{2}}
Deze uitdrukking is gelijk aan
{\displaystyle n_{k}={1 \over 32}\left((3+2{\sqrt {2}})^{k}-(3-2{\sqrt {2}})^{k}\right)^{2}={1 \over 32}\left((1+{\sqrt {2}})^{2k}-(1-{\sqrt {2}})^{2k}\right)^{2}}